# 第5近衛機甲旅団
第5近衛機甲旅団（だい5このえきこうりょだん、英語: 5th Guard Armoured Brigade）は、イギリス陸軍の機甲旅団の一つ。近衛機甲師団の隷下部隊として、1944年6月から1945年5月にかけて第二次世界大戦の西部戦線で活動した。

## 歴史
本旅団は1941年9月15日、第20独立歩兵旅団（近衛）が転換されて誕生した。訓練とドイツ軍の脅威に備えるためにブリテン島に暫く駐屯していたが、1944年6月30日にノルマンディーに到着してオーバーロード作戦(en:Operation Overlord)に近衛機甲師団隷下で参加。終戦まで北西ヨーロッパ地域で戦闘を続け、1945年6月12日に第5近衛旅団に転換された。

### 指揮官
- W・A・F・T・フォックス＝ピット准将 (W.A.F.L. Fox-Pitt)
- R・ミドルトン中佐 (R. Myddleton)
- C・M・ディルウィン＝ヴェナブルス＝ルウェリン准将 (C.M. Dillwyn-Venables-Llewelyn)
- ノーマン・ウィルムシャースト・グワトキン准将 (Norman Wilmshurst Gwatkin)

## 構成部隊
- 近衛コールドストリーム連隊第1大隊 - 機甲
- 近衛グレナディア連隊第2大隊 - 機甲
- 近衛アイルランド連隊(en:Irish Guards)第3大隊 - 機甲
- 近衛グレナディア連隊第1大隊 - 自動車化歩兵